# فرنسيس إي. والتر
فرنسيس إي. والتر (بالإنجليزية: Francis E. Walter)‏ هو مصرفي ومحامي ومدير وسياسي أمريكي، ولد في 26 مايو 1894 في الولايات المتحدة، وتوفي في 31 مايو 1963 في واشنطن العاصمة في الولايات المتحدة. حزبياً، نشط في الحزب الديمقراطي. وقد انتخب مندوب ‏ وانتخب عضو مجلس النواب الأمريكي.

## روابط خارجية
- فرنسيس إي. والتر على موقع مونزينجر (الألمانية)